# علم النمسا

علم النمسا

العلم الرسمي وخلال فترة الحرب وعلم القوات البحرية

علم فترة حكم سلالة هابسبورغ

علم القوات البحرية خلال فترة الأمبراطورية النمساوية المجرية

علم النمسا مكون من 3 أشرطة أفقية (أحمر-أبيض-أحمر) ويرجح أن يكون أقدم علم لدولة مستقلة في العالم كما هو الحال بعلم هولندا. يعود استعمال العلم على شكل درع من الألوان الثلاثة من قبل فريدرخ الثاني دوق النمسا عندما أراد أن يستقل عن الإمبراطورية الرومانية المقدسة عام 1230م.
حسب الأسطورة فإن العلم كان مصمما من قبل ليوبولد الخامس دوق النمسا حيث كان يقاتل في إحدى حروب الحملة الصليبية، حيث لطخ ثوبه الأبيض بالدماء الحمراء، وحين أزال حزامه بقي خط أبيض في الخلفية الحمراء الدموية وحينها ظهرت تركيبة ألوان العلم التي تبناها في وقت لاحق.
بالإضافة لعلم -أحمر، أبيض، أحمر- خلال فترة العصور الوسطى كان جزء من البلاد تحت حكم سلالة هابسبورغ وكان العلم المستعمل آنذاك مكون من شريطن أسود وأصفر حتى عام 1918 كالعلم الوطني للنمسا ما لبث العلم الأصلي أن أعيد وبقي مستعملا في فترة الإمبراطورية النمساوية المجرية وما بعد.

## أعلام مشابهة

علم لاتفيا
علم لبنان
علم بولينزيا الفرنسية